# Občina Sveti Tomaž
Občina Sveti Tomaž (slovinsky Občina Sveti Tomaž, německy Sankt Thomas bei Friedau) je jednou z 212 občin ve Slovinsku. Nachází se v Podrávském regionu na území historického Dolního Štýrska. Občinu tvoří 30 sídel, její rozloha je 38,1 km² a k 1. lednu 2017 zde žilo 2 006 obyvatel. Správním střediskem občiny je vesnice Sveti Tomaž. Občina vznikla v březnu 2006 vydělením z občiny Ormož.

## Členění občiny
Občina se dělí na sídla:
- Bratonečice
- Gornji Ključarovci
- Gradišče pri Ormožu
- Hranjigovci
- Koračice
- Mala vas pri Ormožu
- Mezgovci
- Pršetinci
- Rakovci
- Rucmanci
- Savci
- Sejanci
- Senčak
- Senik
- Sveti Tomaž
- Trnovci
- Zagorje